# The Goose Girl
The Goose Girl é um filme de drama mudo produzido nos Estados Unidos e lançado em 1915.